# Улуч Али
Улуч Али (тур. Uluç Ali Reis, затем Uluç Ali Paşa), ещё позже Кылыч Али-паша (тур. Kılıç Ali Paşa), имя при рождении Джованни Диониджи Галени (итал. Giovanni Dionigi Galeni; 1519 — 21 июня 1587) — мусульманский корсар итальянского происхождения, ставший позже адмиралом (реис) и адмиралом флота (каптан-и дерья). Улуч Али был одно время пашой Алжира, пашой Триполи, показал себя с лучшей стороны в битве при Лепанто.

## Юность
Джованни Диониджи Галени (так его звали до обращения в ислам) родился в деревушке Ле Кастелла в Калабрии, Италия. Его отец, сам будучи моряком, хотел вырастить из сына священника, но в 1536 году 17-летний Джованни был захвачен в плен Али Ахмедом — берберийским корсаром на службе у Хайр-ад-Дин Барбароссы.
Прослужив несколько лет галерным рабом, он решил принять ислам и присоединиться к пиратам. Это не было таким уж необычным шагом, в то время турецкими корсарами часто становились обращенные в ислам жители христианской Европы.

## Карьера
Он оказался очень способным моряком и быстро поднимался по служебной лестнице, вскоре денег накопленных им с его жалования ему хватило на покупку собственной галеры. Он быстро завоевал репутацию одного из самых великих командиров Варварского берега и присоединился к Тургут-реису — самому известному в то время командиру Исламских воиск Средиземного моря. Во время рейдов с Тургут-реисом он произвел сильное впечатление на турецкого адмирала Пияле пашу, с которым Тургут-реис неоднократно объединял силы.

## Паша Триполитании и Алжира
За смелость в сражениях Улуч Али был награждён должностью управляющего островом Самос в 1550 году. В 1565 году его повысили до должности бейлербея Александрии.
В том же году он присоединился к осаде Мальты с османско-египетским флотом. Когда во время осады погиб Тургут-реис, занимавший на тот момент пост триполийского бея, Пияле-паша распорядился назначить Улуча Али на этот пост. Улуч отвез тело Тургута в Триполи чтобы похоронить его с почестями, и занялся налаживанием дел в окрестности города. Вскоре он был официально назначен на пост Триполитанского паши самим султаном Сулейманом I. Будучи пашой, Улуч Али продолжал практиковать пиратские набеги, особенно в эти годы от них страдали Сицилия, Калабрия и Неаполь.
В марте 1568 года освободилось место управляющего Алжиром и Пияле паша рекомендовал Селиму II Улуча Али на это место, тот не имел ничего против. Таким образом Улуч Али становится пашой и бейлербеем Алжира — самого мощного из государств Варварского берега.
В октябре 1569 года Улуч Али обрушился на Тунис, где силами Испании на трон был посажен хафсидский султан Хамид. Набрав около 5000 солдат, он перешёл границу с Тунисом и вскоре обратил Хамида в бегство, назначив себя правителем Туниса. Хамид же укрылся в испанской крепости Ла Голета, у самых стен Туниса. Улуч Али отправился с небольшим флотом в Стамбул с целью попросить средств и людей, дабы очистить всю северную Африку от испанского присутствия, однако по пути наткнулся на 5 галер под командованием Франсиско де Сант-Клемент — адмирала Мальтийского Ордена. Победив в сражении и захватив 4 из них (сам Сант-Клемент смог бежать, но по возвращении на Мальту был признан трусом и осужден на казнь), Улуч Али решил отложить поездку в Стамбул и отправиться обратно в Алжир, чтобы отпраздновать победу.
Однако там его ждал мятеж янычар, требовавших просроченных выплат. Уже после битвы с галерами Улуч Али загорелся идеей вернуться в море, а тут как раз проблемы на суше стали возникать одна за другой, так что он снарядил флот и оставил свои владения на произвол восставших янычар. Узнав незадолго до этого, что рядом с Мореей собирается крупный турецкий флот, он решает к нему присоединиться.

## Битва при Лепанто
Этот флот был специально организован, чтобы дать генеральное сражение Священной Лиге, которое состоялось 7 октября 1571 года. Улуч Али командовал левым флангом эскадры. Грамотно расположив свои корабли и умело маневрируя, он сумел не только удержаться на своём участке, но и захватить флагман Мальтийского Ордена. Когда стало очевидно, что турки проиграли сражение, Улуч Али смог отступить без особых потерь и собрать вокруг себя остатки османского флота (порядка 40 галер). На пути в Стамбул он продолжал собирать разрозненные корабли и к столице прибыл уже с 87 судами. В столице он преподнёс в дар султану штандарт Мальтийского ордена, захваченный на флагмане, за что был награждён титулом «Кылыч» (меч) и должностью адмирала османского флота. С этого момента он известен как Кылыч Али-паша.

## Адмирал флота
Не теряя времени даром, Пияле-паша и Кылыч Али-паша принялись за реконструкцию турецкого флота. По настоянию Кылыч Али основной упор был сделан на использование более крупных и крепких кораблей, за основу которых были взяты венецианские галеасы. Заодно он решил переоборудовать галеры более тяжелыми пушками, а моряков снабдить современным огнестрельным оружием. Уже в июне 1572 года новый флот в 250 галер вышел из порта Стамбула в поисках европейских кораблей. Правда, дать новое генеральное сражение ему не удалось, поскольку христианский флот отступал в безопасные гавани при виде турок.
Следующие несколько лет Кылыч Али-паша провёл в Средиземном море, наводя порядок в несколько пошатнувшейся империи. 1573 год Кылыч Али-паша провел в рейдах вокруг берегов Италии. Узнав, что дон Хуан Австрийский, победитель в битве при Лепанто, сумел отвоевать Тунис, Кылыч Али развернул флот в направлении Африки.
В 1574 году с большой армией под командованием Синан-паши он захватывает крепость Ля Голета, а через несколько дней и город Тунис, окончательно изгнав из страны династию Хафсидов.
Дальше его путь лежал в Марокко, где напротив испанского берега он строит турецкие укрепления. Проведя ещё год в набегах на берега Калабрии, он отправляется в Алжир, где подавляет очередной мятеж янычар.
В 1584 году Кылыч Али командует экспедицией в Крым. Султан Мурад III одобрил политику выбранную Осман-пашой, однако вместо Алп Герая из Стамбула отправили в Кефе другого брата Мехмеда — Исляма Герая. Его и сопровождала эскадра под командованием Улуч Али. Как только эскадра прибыла в Кефе, сторонники Мехмеда Герая заволновались, что привело к массовому уходу от него воинов. Не будучи в состоянии остановить перебежчиков, низложенный хан бежал, в Канлыджаке его нагнал Алп Герай, который велел удавить Мехмеда. Выполнив приказ Мурада, Осман-паша вернулся в Стамбул 30 июня 1584 года вместе с флотом Улуч Али.
В 1585 году борется с восстаниями в Сирии и Ливане.

## Наследие
Кылыч Али-паша умер 21 июня 1587 года в Стамбуле. Был похоронен в мечети Кылыч Али-паши,  построенной в его честь известным османским архитектором Мимаром Синаном.
В турецком флоте есть несколько кораблей и подводных лодок, названных его именем. На родине Кылыч Али, городе Ля Кастелла в Калабрии (Италия), на центральной площади стоит памятник, воздвигнутый в его честь.